# Fritz Strobl
Fritz Strobl (* 24. August 1972 in Lienz) ist ein ehemaliger österreichischer Skirennläufer. Er gehörte um die Jahrtausendwende zu den weltweit besten Athleten in den Disziplinen Abfahrt und Super-G. Er gewann im Skiweltcup neun Rennen, wurde 2002 Abfahrtsolympiasieger sowie 2007 Weltmeister im Mannschaftswettbewerb und Vizeweltmeister im Super-G. Aufgrund des ihn charakterisierenden „schleichenden“ Fahrstils nannte ihn Kommentator Robert Seeger Fritz the Cat (Fritz die Katze), sein eigentlicher Spitzname im österreichischen Skiteam lautete aber Friedl.

## Werdegang

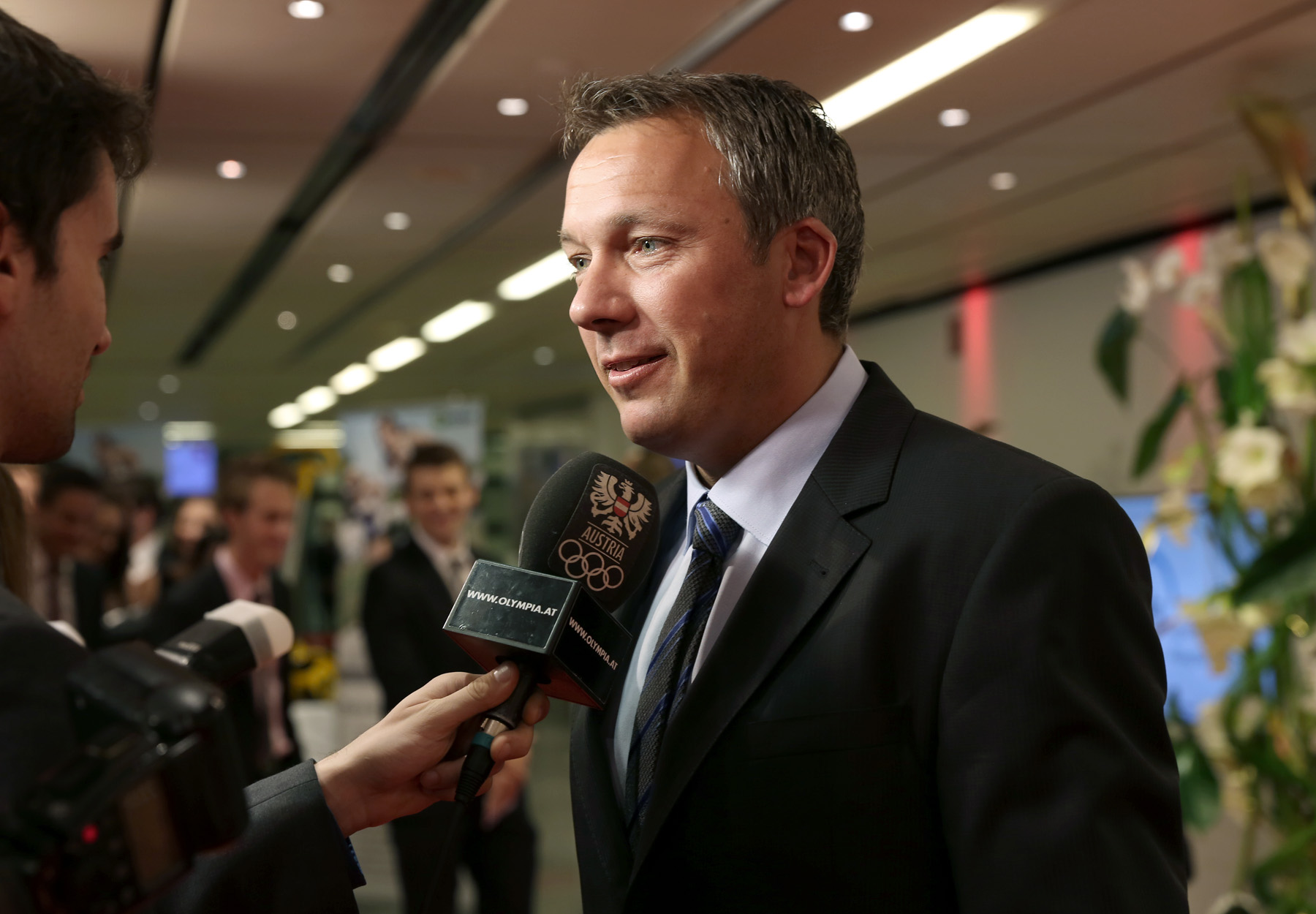
Fritz Strobl (2013)

Strobl wuchs in Gerlamoos in der Gemeinde Steinfeld auf, wo die Eltern einen Bauernhof führten. Er begann als Siebenjähriger mit dem Skifahren. Sein Talent wurde bald entdeckt, woraufhin er dem örtlichen Skiclub SGSteinfeld beitrat. Im Kärntner Landeskader fiel Strobl zunächst eher als Slalom-Spezialist auf, er konzentrierte sich aber nach einem zweiten Platz bei der Abfahrt der österreichischen Jugendmeisterschaften auf die schnellen Disziplinen. Nachdem er die Skihandelsschule in Schladming absolviert hatte, begann er in Großgmain eine Ausbildung zum Gendarmen, die ihm genügend Zeit für das Training ließ.
1990 stieg Strobl in die Nationalmannschaft auf. Seine Premiere im Weltcup hatte er am 5. Jänner 1991; die Abfahrt in Garmisch-Partenkirchen beendete er auf dem 33. Platz. Drei Monate später stürzte er bei einem Rennen des Nor-Am Cups schwer und riss sich im linken Knie das Kreuzband und das Innenband. Nach seiner Genesung bestritt er hauptsächlich FIS-Rennen und Europacup-Rennen. Bei sporadischen Weltcuprennen fiel er kaum auf. Als Sieger der Super-G-Wertung des Europacups in der Saison 1995/96 konnte er sich jedoch einen Fixstartplatz im Weltcupteam sichern.
Am 15. Dezember 1996 gelang Strobl in Val-d’Isère bei der ersten Weltcupabfahrt der Saison ein völlig überraschender Sieg. Diesen Erfolg bestätigte er mit Siegen auf der Streif in Kitzbühel und in Vail. Die Weltmeisterschaftsabfahrt 1997 in Sestriere beendete er auf dem vierten Platz, nachdem er bei der letzten Zwischenzeit noch geführt hatte. Für den Gewinn einer Medaille fehlte ihm eine Hundertstelsekunde. Die Saison 1997/98 verlief nicht plangemäß. Nach mehreren Ausfällen konnte er sich knapp für die Teilnahme an den Olympischen Winterspielen 1998 qualifizieren. In der Olympiaabfahrt von Hakuba bei Nagano fuhr er auf den elften Platz. Beim Neunfachsieg der Österreicher am Patscherkofel belegte er den dritten Platz.
Auch in der darauf folgenden Saison hatte Strobl mehrere Ausfälle zu verzeichnen, wodurch er die Qualifikation für die Weltmeisterschaften 1999 in Vail verpasste. Die Saison 1999/2000 verlief wieder äußerst erfolgreich: Strobl gewann zum zweiten Mal die Kitzbüheler Hahnenkamm-Abfahrt und konnte in St. Anton am Arlberg erstmals einen Super-G für sich entscheiden. Im folgenden Winter sicherte er sich mit einem Abfahrtssieg auf der Kandahar-Strecke in Garmisch-Partenkirchen frühzeitig einen Startplatz für die Weltmeisterschaften 2001. In St. Anton konnte er jedoch seiner Favoritenrolle nicht gerecht werden und wurde Sechster.
Nach einem Abfahrtssieg in Bormio und einem Super-G-Sieg in Garmisch-Partenkirchen galt Strobl vor den Olympischen Winterspielen 2002 erneut als Mitfavorit. Am 10. Februar 2002 gewann er in der Olympiaabfahrt die Goldmedaille und feierte somit den größten Erfolg seiner Karriere. Sechs Tage später wurde er im Super-G Vierter. Die Weltcupsaison beendete er als Fünfter der Gesamtwertung und Zweiter der Abfahrtswertung. Zwar konnte Strobl auch in der Weltcupsaison 2002/03 einige Ergebnisse unter den besten Zehn herausfahren, doch kam er bei den Weltmeisterschaften 2003 nicht über den zehnten Platz in der Abfahrt hinaus. Auch in der Saison 2003/04 zeigte er konstant gute Leistungen, ein Sieg blieb aber aus.
In der Saison 2004/05 reichte es Strobl viermal zu einem dritten Platz, bei den Weltmeisterschaften 2005 in Bormio fuhr er als Vierter der Abfahrt knapp an einer Medaille vorbei. Zum Auftakt der Saison 2005/06 gewann er die Abfahrt von Lake Louise; es sollte dies sein letzter Sieg sein. Mit vier weiteren Podestplätzen klassierte er sich als Zweiter der Disziplinenwertung. Beim Saisonhöhepunkt, den Olympischen Winterspielen 2006, fuhr in der Abfahrt auf den achten Platz. Letzter Höhepunkt von Strobls Karriere waren die Weltmeisterschaften 2007 in Åre: Im Super-G gewann er die Silbermedaille und im Mannschaftswettbewerb wurde er Weltmeister.
Zu Beginn des Jahres 2007 versuchte sich Strobl als Sänger. Was zuerst nur als kurzer Gag für einen Werbespot des ÖSV-Sponsors Iglo gedacht war, entwickelte sich zum Kulthit. Daraufhin wurde eine Single produziert, deren Erlös den Behindertensportlern im ÖSV zugutekam. Mit dem Titel Genie auf die Ski stießen „Fritz & The Downhill Gang“ (mit Werner Franz, Klaus Kröll, Hans Grugger, Andreas Buder und Christoph Kornberger als Backgroundsänger) im Februar bis auf Platz 2 der österreichischen Charts vor. Am 15. März 2007 ging Strobl bei seinem letzten Weltcuprennen auf der Lenzerheide im Mozart-Kostüm an den Start. Inspiriert hatte ihn sein Song Genie auf die Ski, deren erste Zeile „Ich bin der Mozart der Mausefalle …“ lautet. Während des Rennens legte er mehrere Stopps auf der Piste ein, verabschiedete sich dabei von den Trainern und wurde im Ziel von seinen Teamkollegen auf den Schultern getragen. Danach gab er offiziell seinen Rücktritt bekannt.
Im Zivilberuf ist Strobl Exekutivbediensteter der Bundespolizei. Innenministerin Liese Prokop stellte ihn am 17. August 2006 als neuen Präsidenten der Kinderpolizei vor. Strobl ist seit 1999 verheiratet und ist Vater zweier Söhne.

## Erfolge

### Olympische Spiele
- Nagano 1998: 11. Abfahrt
- Salt Lake City 2002: 1. Abfahrt, 4. Super-G
- Turin 2006: 8. Abfahrt

### Weltmeisterschaften
- Sestriere 1997: 4. Abfahrt
- St. Anton 2001: 6. Abfahrt
- St. Moritz 2003: 10. Abfahrt
- Bormio 2005: 4. Abfahrt
- Åre 2007: 1. Mannschaftswettbewerb, 2. Super-G, 22. Abfahrt

### Weltcupwertungen
| Saison  | Gesamt | Gesamt | Abfahrt | Abfahrt | Super-G | Super-G | Kombination | Kombination |
| Saison  | Platz  | Punkte | Platz   | Punkte  | Platz   | Punkte  | Platz       | Punkte      |
| ------- | ------ | ------ | ------- | ------- | ------- | ------- | ----------- | ----------- |
| 1993/94 | 116.   | 18     | 48.     | 18      | –       | –       | –           | –           |
| 1996/97 | 12.    | 641    | 3.      | 571     | 31.     | 30      | 11.         | 40          |
| 1997/98 | 28.    | 314    | 13.     | 253     | –       | –       | 7.          | 50          |
| 1998/99 | 14.    | 445    | 10.     | 231     | 8.      | 178     | 13.         | 36          |
| 1999/00 | 7.     | 889    | 6.      | 453     | 3.      | 354     | 5.          | 82          |
| 2000/01 | 13.    | 457    | 3.      | 402     | 19.     | 55      | –           | –           |
| 2001/02 | 5.     | 846    | 2.      | 520     | 3.      | 326     | –           | –           |
| 2002/03 | 19.    | 458    | 7.      | 334     | 16.     | 124     | –           | –           |
| 2003/04 | 14.    | 625    | 4.      | 512     | 18.     | 113     | –           | –           |
| 2004/05 | 8.     | 537    | 6.      | 379     | 10.     | 158     | –           | –           |
| 2005/06 | 12.    | 599    | 2.      | 491     | 19.     | 108     | –           | –           |
| 2006/07 | 28.    | 314    | 15.     | 220     | 15.     | 94      | –           | –           |

### Weltcupsiege
Strobl errang 31 Podestplätze, davon 9 Siege:
| Datum             | Ort                    | Land        | Disziplin |
| ----------------- | ---------------------- | ----------- | --------- |
| 15. Dezember 1996 | Val-d’Isère            | Frankreich  | Abfahrt   |
| 25. Jänner 1997   | Kitzbühel              | Österreich  | Abfahrt   |
| 12. März 1997     | Vail                   | USA         | Abfahrt   |
| 22. Jänner 2000   | Kitzbühel              | Österreich  | Abfahrt   |
| 13. Februar 2000  | St. Anton am Arlberg   | Österreich  | Super-G   |
| 27. Jänner 2001   | Garmisch-Partenkirchen | Deutschland | Abfahrt   |
| 29. Dezember 2001 | Bormio                 | Italien     | Abfahrt   |
| 26. Jänner 2002   | Garmisch-Partenkirchen | Deutschland | Super-G   |
| 26. November 2005 | Lake Louise            | Kanada      | Abfahrt   |

### Europacup
- Saison 1995/96: 5. Gesamtwertung, 1. Super-G-Wertung, 4. Abfahrtswertung
- 8 Podestplätze, davon 2 Siege:

| Datum             | Ort                  | Land       | Disziplin |
| ----------------- | -------------------- | ---------- | --------- |
| 16. Jänner 1996   | Les Orres            | Frankreich | Abfahrt   |
| 21. Dezember 2001 | Saalbach-Hinterglemm | Österreich | Super-G   |

### Österreichische Meisterschaften
- Österreichischer Staatsmeister im Super-G 1999 und in der Abfahrt 2001

## Diskografie
Singles
- Genie auf die Ski

## Auszeichnungen
- 2002: Goldenes Ehrenzeichen für Verdienste um die Republik Österreich

Der Sportpresseklub Kärnten wählte ihn in den Jahren 1997, 2002, 2003 und 2007 zum „Kärntner Sportler des Jahres“ (Quelle: Favorit für Kärntens Sportler des Jahres ist „Mathias Mayer“. In: mediathek Villach).